# Sonnet

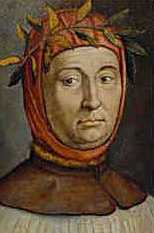
De Italiaanse dichter Petrarca maakte het sonnet populair in heel Europa

Een sonnet (Italiaans sonetto of Provençaals sonet 'liedje') of klinkdicht is een veertienregelig metrisch gedicht. Het is door de eeuwen heen waarschijnlijk de populairste dichtvorm in de westerse letterkunde.

## Structuur
Oorspronkelijk was het woord sonnet slechts de algemene aanduiding voor 'een kort gedichtje'. Veel gedichten die men in de zestiende eeuw nog sonnetten noemde, vallen nu niet meer in die categorie. Tegenwoordig verstaan we onder een sonnet alleen gedichten die bestaan uit precies veertien versregels en voldoen aan bepaalde specifieke vormeisen wat betreft strofe-indeling, rijm en metrum.

### De functie en positie van de volta
De wending in het gedicht, de volta of chute, valt meestal maar lang niet altijd meteen na het octaaf, zodat octaaf en sextet tegen elkaar afgezet worden. De volta is een inhoudelijke verandering die in een bepaalde relatie tot het voorafgaande, meestal dus het octaaf, staat. De kwatrijnen kunnen een opsommende beschrijving, een expositie, een metaforisch beeld geven. Het sextet geeft dan respectievelijk een tegenstelling, een conclusie of een toepassing van het beeld. Ook mogelijk zijn een pointe, een samenvatting of een bespiegelende slotsom. Teneinde de spanning in het gedicht tot een climax te voeren, is het tweede terzet vaak een verscherping van het eerste.
Soms valt de wending pas na het eerste terzet, of op nog een andere plaats. Voor het sonnet 'Gezwinde grijsaard' van Hooft is voorgesteld de wending op de tweede helft van de achtste regel te lezen.

## Typen

### Italiaans of petrarcaans sonnet
In het oorspronkelijke Italiaanse sonnet, ook wel Petrarca-sonnet genoemd (naar de 14e-eeuwse dichter Francesco Petrarca), zijn de veertien regels verdeeld over vier strofen. De eerste twee strofen bestaan uit vier regels, de kwatrijnen. Samen heten deze strofen het octaaf. De laatste twee strofen hebben elk drie regels, de terzinen genoemd. Een terzine als onderdeel van een sonnet wordt echter een terzet genoemd. Deze twee drieregelige strofen heten samen het sextet. Na het octaaf ligt een inhoudelijke wending, ook wel chute of volta genaamd. De gedeelten voor en na de chute vormen een eenheid van vorm en inhoud. Het octaaf beschrijft bijvoorbeeld een landschap en het sextet geeft een overpeinzing bij dit landschap, of in het octaaf wordt een droom beschreven en in het sextet de confrontatie met de werkelijkheid. De chute behoeft niet noodzakelijkerwijs precies tussen octaaf en sextet te liggen, maar ligt soms een regel eerder of later, of zelfs midden in de achtste of negende regel.
De versregels zijn over het algemeen metrisch gestructureerd, maar de ritmische vorm verschilt per taalgebied. In het moderne Nederlands is – net als bijvoorbeeld in het Engels – de jambische pentameter het gebruikelijkst. In de Franse klassieke periode, en in navolging daarvan ook bij Nederlandse renaissancedichters als P.C. Hooft, was de alexandrijn gebruikelijker.
Het rijmschema is vaak abba abba cdc dcd. Maar ook andere rijmschema's worden gebruikt, zoals abba/abba/cde/cde. In het octaaf wordt het omarmend rijm van de eerste strofe vaak omgedraaid in de tweede: abba baab. In het sextet komen bijvoorbeeld voor cdc cdc of cde dce of, zoals in het sonnet van Nijhoff hieronder: efe fef.
Een typisch thema in het petrarcaanse sonnet is de innerlijke wreedheid van een beoogde geliefde, wier minnaar in het sonnet aan het woord is.

### Engels of shakespeariaans sonnet
In Engeland ontstond in de zestiende eeuw een afwijkende vorm, het Engelse sonnet of Shakespearesonnet genoemd – naar William Shakespeare, die de langste en beroemdste sonnettencyclus in deze vorm schreef. Het Engelse sonnet bestaat uit drie strofen van elk vier vijfvoetige jamben (kwatrijnen), gevolgd door een strofe van twee regels (distichon). Op welke plaats de volta precies voorkomt, is moeilijker te bepalen. Volgens sommigen is bij het Engelse sonnet geen sprake van een volta of chute, maar wel fungeert het eind-distichon vaak als een conclusie of pointe, volgens anderen, zoals C. Buddingh' valt de volta na de twaalfde regel. Het laatste couplet bevat tevens de climax. Het door Shakespeare gebruikte rijmschema is abab cdcd efef gg.

#### Spenseriaans sonnet
Ook het strengere rijmschema abab bcbc cdcd ee komt voor, met name bij Edmund Spenser. Deze vorm wordt dan ook wel het spenseriaanse sonnet genoemd, zoals hij die toepaste in zijn sonnettencyclus Amoretti). Een rijmklank verbindt octaaf en sextet.

#### Miltoniaans sonnet
Een miltoniaans sonnet kent eenzelfde octaaf als het petrarcaanse sonnet, maar vertoont niet de kenmerkende volta, het loopt dus gewoon door.

## Sonnettenkrans
Een reeks sonnetten over hetzelfde onderwerp heet een sonnettenreeks of sonnettencyclus. Ook het woord sonnettenkrans wordt gebruikt, maar dat kan tot verwarring leiden. Een sonnettenkrans is eigenlijk de naam voor een reeks van precies vijftien sonnetten met strenge vormeisen. Daarin moet de slotregel van elk sonnet ook weer de beginregel van het eerstvolgende sonnet zijn en is de slotregel van het veertiende gelijk aan de beginregel van het eerste sonnet. Het vijftiende sonnet (het meestersonnet geheten) moet zijn samengesteld uit de beginregels (of eindregels) van de eerste veertien sonnetten in de juiste volgorde.

## Geschiedenis
De oorsprong van het sonnet ligt in het dertiende-eeuwse Zuid-Italië, waar het vermoedelijk aan het hof van keizer Frederik II werd 'uitgevonden', mogelijk door Giacomo da Lentini (1240-1276) die behoorde tot de groep dichters van de Siciliaanse school. Van zijn oorsprong op het eiland Sicilië ging het sonnet over naar Midden-Italië, waar het werd gecultiveerd door de dichters van het Dolce stil novo: Guido Cavalcanti (1259-1300) en Cino da Pistoia.
De beroemdste vroege sonnettenschrijver was echter Francesco Petrarca, wiens Canzoniere grotendeels uit sonnetten bestond. Ook Dante publiceerde vele sonnetten.
Hierna werd het sonnet al snel populair in heel (West-)Europa, en ontstond er een veelheid van variaties op de vaste vorm. Schrijvers als de Engelsen Thomas Wyatt, Henry Howard en William Shakespeare, de Fransman Pierre de Ronsard en de Duitser Martin Opitz gaven ieder een eigen draai aan de versvorm.
In de achttiende eeuw raakte het sonnet enige tijd uit de gratie, maar rond de tijd van de Franse Revolutie dook het gedicht in allerlei landen weer op. Dichters als August Wilhelm Schlegel en Johann Wolfgang von Goethe in Duitsland, William Wordsworth in Engeland, Aleksandr Poesjkin in Rusland schreven vele beroemde sonnetten. Sindsdien lijkt het veertienregelige gedicht uit geen enkele Europese literaire traditie verdwenen.

## Het sonnet in de Nederlandse letterkunde
Jan van der Noot en Lucas d'Heere introduceerden het sonnet in de zestiende eeuw in de Nederlandse literatuur, maar het genre kwam hier pas tot bloei toen in de 17e eeuw dichters als Roemer Visscher, Gerbrand Adriaensz. Bredero en vooral Pieter Corneliszoon Hooft sonnetten begonnen te schrijven, alsmede Constantijn Huygens en Jacobus Revius. Zij lieten zich beïnvloeden door zowel Italiaanse als Franse voorbeelden.
Daarna is het sonnet nooit helemaal verdwenen. In de achttiende en een groot deel van de negentiende eeuw werden er weliswaar minder sonnetten geschreven, maar Jacques Perk en de door hem geïnspireerde Tachtigers, in het bijzonder Willem Kloos, introduceerden de vorm opnieuw. In de twintigste eeuw beoefenden vooraanstaande dichters als J.J. Slauerhoff, Martinus Nijhoff, J.C. Bloem, Jan van Nijlen,  Gerrit Achterberg en Ed. Hoornik, naast andere dichtvormen, ook het sonnet.
Na de Tweede Wereldoorlog, toen de poëzie beheerst werd door de groep van Vijftigers, raakte het sonnet als "ouderwetse" en "gekunstelde" dichtvorm weer even uit de gratie, behalve bij Hans Andreus, die de uitgangspunten van de Vijftigers wist te integreren in o.a. de Sonnetten van de kleine waanzin. In de jaren zeventig stonden dichters op als Jan Kuijper, Jean Pierre Rawie, Jan Kal en Gerrit Komrij, die vol overtuiging teruggrepen op het sonnet. Ook bij plezierdichters was het zeer populair: Kees Stip, meer bekend van zijn dierengedichten, schreef 144 sonnetten en Driek van Wissen (net als Komrij enige tijd Dichter des Vaderlands) heeft vaak het snelsonnet beoefend.
Bij gelegenheid van de Poëzieweek 2015 heeft Ilja Leonard Pfeijffer in opdracht van de CPNB en Poetry International een sonnettenkrans met als titel Giro Giro Tondo, een obsessie geschreven. De sonnettenkrans gehoorzaamt aan alle strenge regels als hierboven beschreven. De titel Giro Giro Tondo verwijst naar een Italiaans kinderliedje Girotondo.

## Tekstvoorbeeld
Het volgende Nederlandse sonnet is van Martinus Nijhoff:
| vers                                              | (rijm)                           | opmerking   | opmerking |
| ------------------------------------------------- | -------------------------------- | ----------- | --------- |
| Ik ging naar Bommel om de brug te zien.           | (a)                              | 1e kwatrijn | octaaf    |
| Ik zag de nieuwe brug. Twee overzijden            | (b)                              | 1e kwatrijn | octaaf    |
| die elkaar vroeger schenen te vermijden,          | (b)                              | 1e kwatrijn | octaaf    |
| worden weer buren. Een minuut of tien             | (a)                              | 1e kwatrijn | octaaf    |
|                                                   | witregel (wordt soms weggelaten) |             | octaaf    |
| dat ik daar lag, in 't gras, mijn thee gedronken, | (c)                              | 2e kwatrijn | octaaf    |
| mijn hoofd vol van het landschap, wijd en zijd -  | (d)                              | 2e kwatrijn | octaaf    |
| laat mij daar midden uit de oneindigheid          | (d)                              | 2e kwatrijn | octaaf    |
| een stem vernemen dat mijn oren klonken.          | (c)                              | 2e kwatrijn | octaaf    |
|                                                   | witregel                         |             |           |
| Het was een vrouw. Het schip dat zij bevoer       | (e)                              | 1e terzet   | sextet    |
| kwam langzaam stroomaf door de brug gevaren.      | (f)                              | 1e terzet   | sextet    |
| Zij was alleen aan dek, zij stond bij 't roer,    | (e)                              | 1e terzet   | sextet    |
|                                                   | witregel (wordt soms weggelaten) |             | sextet    |
| en wat zij zong hoorde ik dat psalmen waren.      | (f)                              | 2e terzet   | sextet    |
| O, dacht ik, o, dat daar mijn moeder voer.        | (e)← wending                     | 2e terzet   | sextet    |
| Prijs God, zong zij, Zijn hand zal u bewaren.     | (f)                              | 2e terzet   | sextet    |